# Alima Madima
Alima Ngantchouini (nom de plume Alima Madima, Alima Madina), née à Brazzaville au Congo, est une poétesse et auteure congolaise francophone.

## Biographie

### Jeunesse
Alima Ngantchouini naît à Brazzaville au Congo. Elle commence à écrire pendant ses années de lycée. Elle participe à plusieurs concours de poésie où elle est remarquée, ce qui l'encourage à poursuivre dans cette voie. Elle choisit Alima Madima comme nom de plume.

### Carrière littéraire
Professeure de philosophie à l’école militaire préparatoire Général Leclerc à Brazzaville depuis 1993, Alima Madima a obtenu plusieurs prix depuis 1993. En novembre 2013, elle reçoit le prix d'honneur de la Francophonie du concours international de poésie de l'association Rencontres Européenes-Europoésie et de l'Unicef. Après la publication du recueil de poésie, Splendeur Cachée, aux éditions L'Harmattan en 2013, elle fait éditer La voix d'une femme qui espère en 2014, puis Survie en 2017.
En février 2020, lors d'une table ronde organisée à l’école normale supérieure de Bamako, sur le sujet des publications dans les langues nationales, Alima Madima déclare « Nous ne sommes pas contre nos langues maternelles, mais nous devons dire que la langue française nous permet de mieux communiquer en toute liberté. ».

## Publications
- (fr) Splendeur Cachée, Brazzaville, L'Harmathan-Congo, 2013.
- (fr) Recueil de trente poèmes , Survie, Brazzaville, L'Harmathan-Congo, 2013.
- (fr) Voix d'une femme qui espère, Brazzaville, L'Harmathan-Congo, 2014.
- (fr) Alima Madina, Survie: poésie, l'Harmattan Congo-Brazzaville, 2017 (ISBN 978-2-343-11767-6)[8].